# Illadopsis cleaveri
Illadopsis cleaveri là một loài chim trong họ Pellorneidae.